# Netín
Netín település Csehországban, a Žďár nad Sázavou-i járásban. Netín Radostín nad Oslavou, Velké Meziříčí, Zadní Zhořec, Stránecká Zhoř, Blízkov és Lavičky településekkel határos. Lakosainak száma 371 fő (2024. január 1.).

## Népesség
A település lakosságának változását az alábbi diagram mutatja:
| Lakosok száma | 409  | 431  | 409  | 342  | 338  | 315  | 351  | 360  | 363  | 371  |
|               | 1869 | 1890 | 1921 | 1950 | 1980 | 2001 | 2017 | 2019 | 2022 | 2024 |